# Pieter Crockaert
Pieter Crockaert (1450 - 1514) was een theoloog uit Brussel die op latere leeftijd naar Parijs ging om onder John Mair (1467-1550) verder te studeren. Hij behoorde tot de orde der dominicanen.
Crockaert wendde zich af van de via moderna in de filosofie die op Willem van Ockham terugging, en begon aan de studie van de filosofie van Thomas van Aquino, aangeduid als de via antiqua. In plaats ook van op de traditionele manier te doceren aan de hand van de Sententiae van Petrus Lombardus werkte hij aan de hand van Thomas' "Summa Theologiae". Door zijn toedoen ontstond er opnieuw belangstelling voor het werk van Thomas. Na zijn dood bewerkstelligden zijn leerlingen een verdere verbreding en verdieping van de studie van het thomisme hetgeen leidde tot de grote 16e-eeuwse heropleving van het thomisme dat een cruciale invloed heeft uitgeoefend op de ontwikkeling van de moderne natuurrechtelijke theorie van de staat. Zijn waarschijnlijk belangrijkste leerling is Francisco de Vitoria geweest.